# Асникар, Бренда
Бренда Даниела Асникар Мендоса (исп. Brenda Daniela Asnicar Mendoza; р. 17 октября 1991, Буэнос-Айрес) — аргентинская актриса и певица.

## Биография
Родители Бренды — Густаво Асникар и Адриана Мендоса, у неё есть брат Иван. Асникар имеет итальянские и словенские корни. В детстве она занималась в итальянском культурном центра Вилла Аделина и свободно говорит по-итальянски. На телевидении Асникар дебютировала в 11 лет, приняв участие в детской телевизионной передаче Cantaniño, через год участвовала в передаче Chicos Argentinos. Обе передачи были музыкальные, Бренда, как и другие участники в них пели и записывали альбомы, которые имели коммерческий успех в Аргентине и за её пределами.
В 2007 году Асникар получила одну из главных ролей в мыльной опере «Гадкий утёнок», которая выходила на канале El Trece и транслировалась во многих странах каналом Disney Channel. Телесериал выходил на экраны на протяжении двух лет и имел высокие рейтинги. Актёры сериала выпустили шесть студийных альбомов, пять из которых получили платиновый статус в Аргентине. Кроме того, передача была отмечена четырьмя национальными телепремиями «Мартин Фиерро».
В 2010—2011 годах Асникар снималась в молодёжном сериале «Мечтай со мной», популярном в странах Латинской Америки, Испании и Италии. В 2011 году актёрский состав сериала гастролировал по Латинской Америке и Италии, исполняя песни из сериала. В 2011—2012 годах Бренда играла роль второго плана в сериале «Уникальные». В 2012—2013 годах Асникар входила в основной актёрский состав драмы «Храброе сердце», которая транслировалась американским испаноязычным каналом Telemundo.
В 2013 году Асникар получила главную женскую роль в колумбийском телесериале «Кумбия ниндзя», который выходил на протяжении трёх сезонов. С 2016 года Бренда снимается в сериале «Я была создана для любви», транслируемом каналом Telefe.

## Мода
В 2014 году Бренда Асникар познакомилась с колумбийским модельером Каролиной Мехия, вместе они разработали проект The .B. Collection, линию одежды на основе колумбийской кожи, перуанских тканей и шелка. Коллекцию, дизайн которой был вдохновлен Асникар, составили предметы одежды в стиле глэм-рока. Линия была представлена на MCMA London, платформе, предназначенной для продажи международных коллекций.